# Derrer von Unterbürg

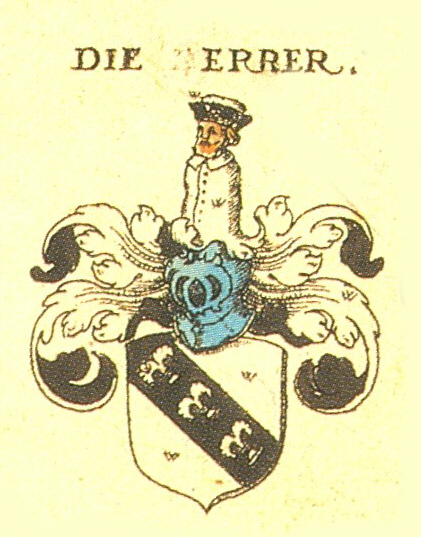
Das Wappen der Familie Derrer

Die Derrer von Unterbürg waren eine Patrizierfamilie der Reichsstadt Nürnberg. Seit der Zuwanderung 1319 nach Nürnberg hat die Kaufmannsfamilie im Laufe des 14. Jahrhunderts einen großen Aufstieg erlebt.
Bis ins späte 16. Jahrhundert bildete die Arbeit innerhalb der Nürnberger Kaufmannschaft die wirtschaftliche Basis der Familie. Dabei ist eine räumliche Spezialisierung auf Österreich und Ungarn erkennbar.
Die nur schwache Reproduktion und eine meist unterdurchschnittliche Lebenserwartung waren die Hauptgründe für ihre insgesamt kurze Amtszeit im Kleineren Rat. Dennoch brachte es die Familie auf insgesamt 215 Jahre im Rat.

## Geschichte der Familie

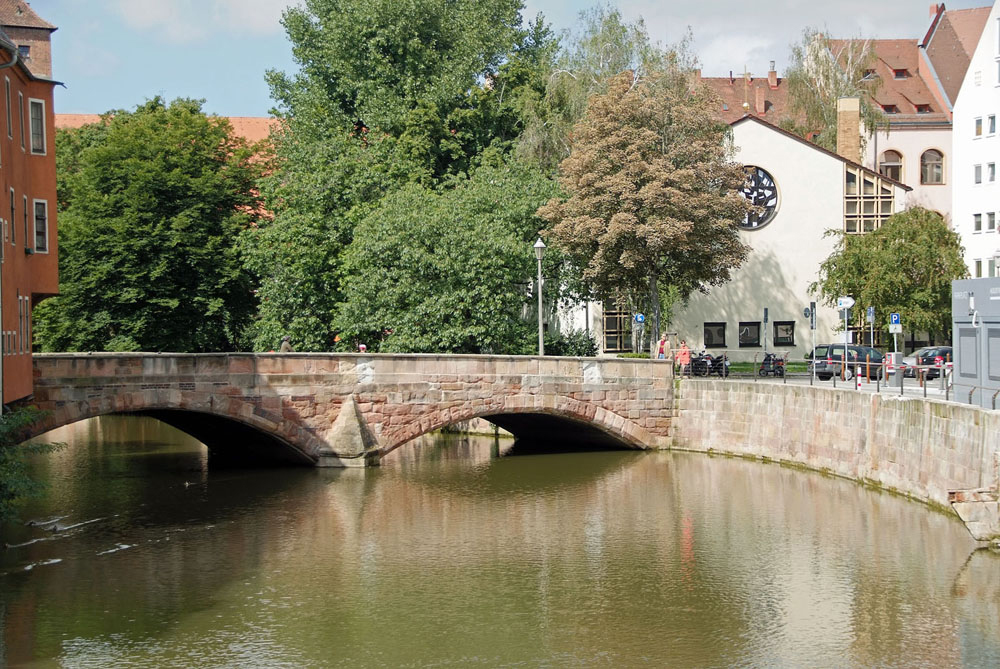
Untere Karlsbrücke Nürnberg

### Ursprung: Friedrich IV. und sein Sohn Friedrich V.
Der älteste nachweisbare Vorfahre ist Friedrich IV. († 1358). Er soll sich 1321 mit einer Adelheid oder Margarete, einer Tochter Albrecht Behaims getraut haben. Er besaß am Weinmarkt in Nürnberg ein Wohnhaus. Dabei handelte es sich um das Stammhaus am heutigen Maxplatz 18 an der Derrersbrücke. Die Brücke ist heute bekannt als die Untere  Karlsbrücke. Diese war bis 1522 im Besitz der Familie. Im Jahr 1340 trat Friedrich mehrfach als Bürge bei der Aufnahme von Neubürgern in der Reichsstadt auf. 1355 wurde er als Jüngerer Bürgermeister in den Kleineren Rat aufgenommen. Doch bereits nach Ablauf des Ratsgangs schied er wieder aus dem Rat aus. Drei Jahre nach seiner Aufnahme in den Rat verstarb er. Er wurde in der Augustinerkirche, für welche die Familie eine Erbgruft stiftete, beigesetzt.
Sein gleichnamiger Sohn Friedrich V. († 1385) wurde ein Jahr nach dem Tod seines Vaters als Genannter in den Größeren Rat aufgenommen. Bis zur Wahl in den Kleineren Rat vergingen 20 Jahre. 1381 wurde er als Älterer Bürgermeister in die Ratsstube aufgenommen. Bis kurz vor seinem Tod wurde er ununterbrochen im Amt bestätigt.
1389 wurde der älteste seiner drei Söhne Hans (1354–1431) zum Genannten bestellt. Hans kam zwar 1399 als Jüngerer Bürgermeister in den Kleineren Rat, er wurde allerdings nicht im Amt bestätigt und nie mehr für die Ratsstube nominiert. Ein weiterer Sohn Friedrichs V. war Anton.

### Anton Derrer (1362–1434)
1405 vertrat Anton Derrer die Familie im Stadtregiment, da der jüngste der drei Söhne Friedrichs V., Sebald († 1389), schon verstorben war. 1400 heiratete er Felicitas Schnöd. Nur durch diese Ehe pflanzte sich das Geschlecht fort, da die Nachkommen von Hans und Sebald bereits nach einer Generation verstorben waren. Anton war als Handelsmann viel unterwegs. 1417 kann er auf dem Konzil von Konstanz nachgewiesen werden. Seit seiner Wahl zum Jüngeren Bürgermeister Anfang des 15. Jahrhunderts gehörte er bis zu seinem Lebensende ununterbrochen zum Kleineren Rat. Von 1405 bis 1418 wechselte er mehrfach zwischen dem Amt des Jüngeren Bürgermeisters (1405–1410, 1412, 1415–1418) und dem des Alten Genannten (1411, 1413–1414). Die Wahl zum Älteren Bürgermeister erfolgte aufgrund der Anciennität erst im Jahr 1419. Diesen Status behielt er 16 Jahre lang bis zu seinem Tod bei.

### Georg Derrer (1407–1457)
Georg war der älteste Sohn von Anton. Schwerpunkt seines Handels war Osteuropa mit Wien als bedeutendem Handelsplatz. 1429 heiratete er Apollonia Hirschvogel und wurde im selben Jahr zum Genannten gewählt. 1436 wurde er als Jüngerer Bürgermeister in die Ratsstube aufgenommen. Zwei Jahre später folgte die Wahl in den Kleineren Rat. Diesem gehörte er 15 Jahre an. Von 1443 bis 1449 amtierte er als Jüngerer Bürgermeister und 1450 wurde er zum Älteren Bürgermeister ernannt. 1456 folgte die Aufnahme in den Kreis der Sieben Älteren Herren. Dies war allerdings nur von kurzer Dauer, da Georg Derrer am 15. August 1457 verstarb. Wenige Wochen vor ihm verstarb bereits seine Ehefrau Apollonia. Beide wurden in der Sebalduskirche in Nürnberg beigesetzt.

### Wilhelm I. (1412–1481)
Der jüngere Bruder Georgs, Wilhelm I., wurde gleich im folgenden Ratsgang 1458 als Jüngerer Bürgermeister in den Kleineren Rat gewählt. 1444 hatte er sich mit Ursula Haller († 1462) vermählt. Nach ihrem Tod heiratete er die Nürnberger Kaufmannstochter Elisabeth Peringsdörfer († 1477). Aus beiden Ehen gingen keine Nachkommen hervor. Von 1458 bis 1463 amtierte Wilhelm I. Derrer als Jüngerer Bürgermeister und 1464 stieg er sogar zum Älteren Bürgermeister auf. 1474 folgte aufgrund seines Hohen Alters die Wahl zum Älteren Herren. Am 8. Oktober 1481 verstarb er im Alter von 69 Jahren.

### Wilhelm II. (1462–1524)
Nach dem Tod Wilhelm I. war der Kreis der möglichen Nachfolger im Kleineren Rat sehr klein. Wilhelm I. hatte keine Nachkommen und der eine Sohn seines Bruders Georg, Ladislaus I., war bereits gestorben. Zwar lebte noch der Bruder von Wilhelm I., Friedrich VI. (1415–1491), doch die Wähler scheuten sich einen 66 Jahre alten Mann in die Ratsstube zu holen. Deshalb blieb als einziger Kandidat dessen Sohn Wilhelm II. übrig. Dieser war zwei Mal verheiratet. Ursula Tetzel († 1494) heiratete er 1490, doch bereits vier Jahre nach der Heirat verstarb sie. Die beiden hatten zwei Kinder. 1496 ging er eine zweite Ehe mit Martha Held, geb. Hagelsheimer († 1526), ein. Es folgten jeweils zwei Söhne und Töchter. Die Söhne Wilhelms verstarben alle sehr früh. Der älteste Sohn (1492–1520) verstarb angeblich während seines Studiums in Leipzig. Sein zweiter Sohn Hans (1497–1528) missglückte ein Sprung vom Pferd, und sein dritter Sohn Georg (1498–1527) ist als Fähnrich im kaiserlichen Heer beim Sacco di Roma gestorben. Als Wilhelm II. 1498 mit 36 Jahren als Jüngerer Bürgermeister in den Kleineren Rat berufen wurde, war das Geschlecht bis dahin 16 Ratsgänge nicht mehr präsent gewesen. Diese Position hatte er sechs Jahre bis 1503 inne. 1523 wurde er auf dem Johannisfriedhof beigesetzt.

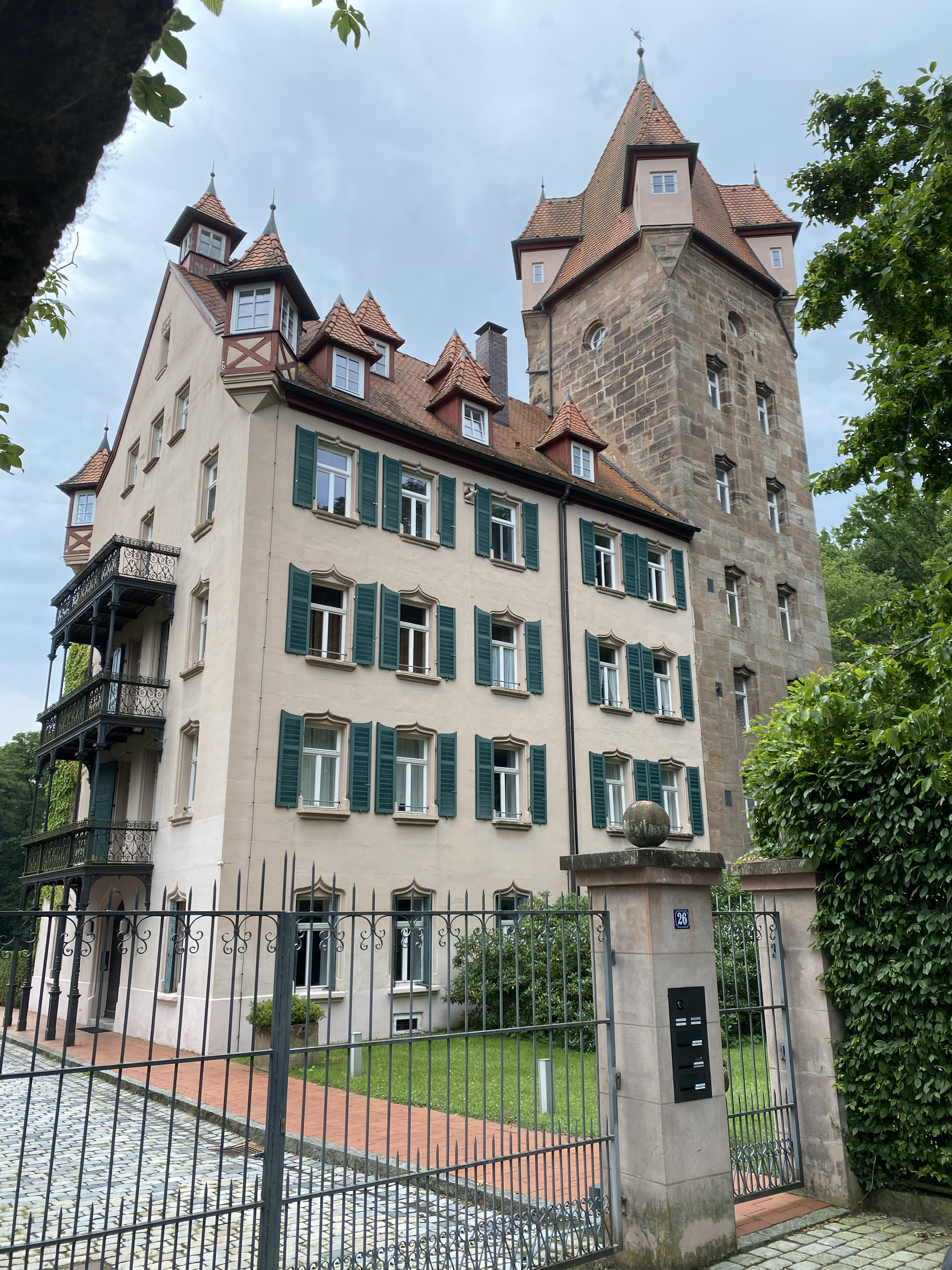
Schloss Unterbürg in Laufamholz

### Ladislaus III. (1496–1596) und sein Bruder Balthasar I. (1509–1589)
Anton Derrers letzter noch lebender Sohn war Ladislaus I. (1431–1477). Seine zwei Söhne Anton und Ladislaus II. (1461–1510) kauften das Schloss Unterbürg. Dieses befindet sich im heutigen Nürnberger Stadtteil Laufamholz. Nür über Ladislaus II. pflanzte sich die Familie Derrer fort. Ladislaus III., der älteste der drei Söhne von Ladislaus II., heiratete 1529 Barbara Oelhafen († 1554). Sie war Tochter des kaiserlichen Rats Sixtus I. Oelhafen. Bereits ein Jahr nach dem Tod Barbaras heiratete Ladislaus III. Margarete Holzschuber. Aus beiden Ehen gingen allerdings keine Nachfahren hervor. Von 1530 bis 1538 war er sowohl Genannter des Größeren, sowie auch Alter Genannter des Kleineren Rats. 1558 wurde der damals Sechzigjährige erneut als Alter Genannter in die Ratsstube gewählt. Dort verblieb er noch elf Monate im Amt. Am 11. Mai 1569 ist Ladislaus III. gestorben und wurde wie seine Vorfahren auch auf dem Johannisfriedhof beigesetzt.
Nach seinem Tod sind alle Grundherrschaften auf den jüngeren Bruder Balthasar I. (1509–1589) übergegangen. Der war zwei Mal verheiratet. 1530 heiratete er Sibylla Hermann († 1556). Genau ein halbes Jahr nach ihrem Tod ging der damals 45-jährige mit Magdalena Bayer († 1591) eine zweite Ehe ein. Aus dieser gingen vier Kinder hervor. Dabei sorgten drei Stammhalter für das Fortbestehen des Geschlechts. Über die zweite Frau Balthasars I., Magdalena, gelangten die Derrer in den Besitz eines Gartenanwesens in St. Johannis (Johannisstraße 43). 1535 erwarb Balthasar I. ein Anwesen zwischen dem damaligen Rathaus und der Kaiserstallung. Das Haus befindet sich in der heutigen Burgstraße 19. Ein Jahr davor wurde er zum Genannten und gleichzeitig zum Schöffen am Untergericht ernannt. 1536 folgte die Wahl zum Jüngeren Bürgermeister. Wegen der ungünstigen Altersstruktur wurde Derrer vertretungsweise 1557 und 1558 zum Älterer Bürgermeister ernannt. Am 16. März 1586 verstarb Balthasar I. und wurde in der Pfarrkirche St. Nikolaus begraben.

### Balthasar II. (1564–1648)
Balthasar II. war Sohn seines gleichnamigen Vaters. 1585 heiratete er Maria Magdalena Löffelholz (1554–1600), mit der er drei Söhne zur Welt brachte. Bereits sieben Monate nach dem Tod Maria Magdalenas traute er sich 1601 ein zweites Mal mit Sabina Holzschuher († 1629). Die Ehe brachte eine Tochter hervor. Im Rat machte Balthasar II. einige Schwierigkeiten. Deshalb wurde 1607 das Ende seiner Ratslaufbahn mit der Versetzung auf die Bank als Alter Genannter eingeleitet. Nur ein Jahr später beschloss der Rat ihn dann komplett aus dem Stadtregiment zu werfen. Diesem gehörte zu dieser Zeit 20 Jahre an. Balthasar II. machte auch privat Probleme. Er misshandelte seine Ehefrau, die er u. a. der Hexerei bezichtigte. Darauf folgte die Anordnung des Rates, dass seine Frau den gemeinsamen Haushalt verlassen sollte. Der Streit mit ihr eskalierte sogar derartig, dass sie vor dem Reichskammergericht 1607 wegen Auflösung der Ehe und Herausgabe ihres Sondervermögens in Höhe von 2.852 Gulden klagte. Die Ratsherren warfen Balthasar II. wegen seines ständigen Ungehorsams Hochmut vor, dass er sich in keiner Weise so verhalte, wie es eine Ratsperson tun sollte. Schließlich wurde er verhaftet. Nach jahrzehntelanger Haft verstarb er am 19. Oktober 1648 im Gefängnis. Die Familienverhältnisse waren durch ihn nachhaltig so zerrüttet, dass keiner seiner Nachkommen als ratsfähig erachtet wurde.

### Christoph II. (1569–1670) und das Erlöschen der Familienlinie
Unbelastet von diesen Vorkommnissen war der jüngere Bruder Balthasars II., Christoph I., und dessen gleichnamiger Sohn. Christoph II. war der elfte und letzte Ratsherr aus dem Geschlecht der Derrer. Nach dem frühen Tod seines Vaters wurde sein Stiefvater Jakob V. Welser zum Vormund. 1618 vermählte er sich mit Helena Büttel († 1634). Aus dieser Ehe resultierten keine Nachfahren. Mit Ursula Scheurl (1597–1670) ging er 1635 eine zweite Ehe ein. Diese war ebenfalls kinderlos. Damit war das Ende der Familie Derrer besiegelt.
1630 wurde der damals 33-jährige Christoph II. erstmals als Alter Genannter in die Ratsstube gewählt. Acht Jahre später folgte dann die Ernennung zum Jüngeren Bürgermeister und 1653 die Aufnahme in den Kreis der sieben Älteren Herren. 5 Jahre später folgte der Aufstieg zum dritten Obersten Hauptmann und schließlich 1659 zum Zweiten Losunger. Am 16. Februar 1670 ist er mit 73 Jahren verstorben. Die Überreichung des Derrer-Buchs an den Nürnberger Rat kurz vor seinem Tod war wohl ein Zeichen des Eingeständnisses für das baldige Erlöschen der Familienlinie.
Alleinerbe wurde der letzte männliche Nachkomme der Familie, Georg Veit (1642–1706). Er war Enkel von Balthasar II. und hatte erst spät geheiratet. Die Ehe mit Barbara Katharina (1657–1740), der Tochter des Stadtmajors Johann Christoph von Oelhafen brachte keine männliche Nachfahren. Am 22. August 1706 verstarb Georg Veit als letzter seines Geschlechts.

## Jahre im Rat
| Name                      | Jüngerer Bürgermeister    | Alter Genannter           | Älterer Bürgermeister     | Älterer Herr              | Dritter Oberster Hauptmann | Zweiter Losunger          | Vorderster Losunger       | Jahre im Rat |
| ------------------------- | ------------------------- | ------------------------- | ------------------------- | ------------------------- | -------------------------- | ------------------------- | ------------------------- | ------------ |
| Friedrich IV.             | 1355                      |                           |                           |                           |                            |                           |                           | 1            |
| Friedrich V.              |                           |                           | 1381–1384                 |                           |                            |                           |                           | 4            |
| Hans                      | 1399                      |                           |                           |                           |                            |                           |                           | 1            |
| Anton                     | 1405–1410, 1412, 1415–18  | 1411, 1413–1414           | 1419–1434                 |                           |                            |                           |                           | 30           |
| Georg                     | 1436, 1443–1449           |                           | 1450–1455                 | 1456–1457                 |                            |                           |                           | 16           |
| Wilhelm I.                | 1458–1463                 |                           | 1464–1473                 | 1474–1481                 |                            |                           |                           | 24           |
| Wilhelm II.               | 1498–1503                 |                           |                           |                           |                            |                           |                           | 6            |
| Ladislaus III.            |                           | 1530–1538, 1558–1569      |                           |                           |                            |                           |                           | 21           |
| Balthasar I.              | 1536–1557                 |                           | 1558–1565                 | 1566–1575                 | 1576–1578                  | 1579                      | 1580–1585                 | 50           |
| Balthasar II.             | 1586–1606                 | 1607                      |                           |                           |                            |                           |                           | 22           |
| Christoph II.             | 1638–1642                 | 1630–1637                 | 1643–1653                 | 1654–1657                 | 1658                       | 1659–1669                 |                           | 40           |
| Anzahl der Jahre im Rat * | Anzahl der Jahre im Rat * | Anzahl der Jahre im Rat * | Anzahl der Jahre im Rat * | Anzahl der Jahre im Rat * | Anzahl der Jahre im Rat *  | Anzahl der Jahre im Rat * | Anzahl der Jahre im Rat * | 215          |

* Sitzen zum Beispiel zwei Familienmitglieder gleichzeitig während eines Jahres im Rat, so wird es trotzdem als ein Jahr gewertet und nicht als zwei.

## Besitzungen

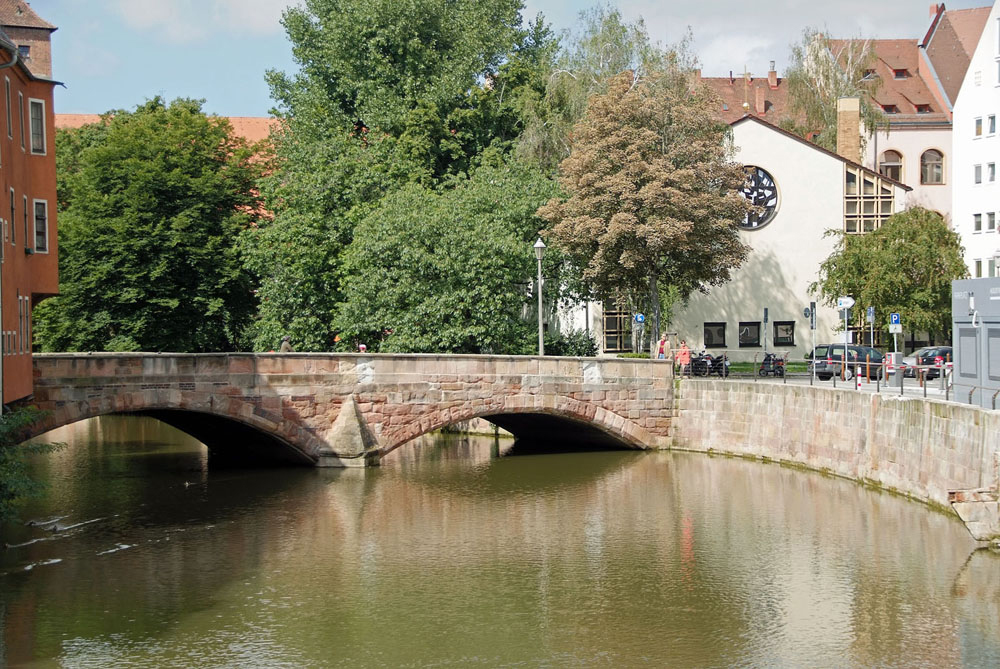

Derrerbrücke, heutige Untere Karlsbrücke in Nürnberg. Von 1486 bis 1522 im Besitz der Familie. Die Karlsbrücke befindet sich in unmittelbarer Nähe zum damaligen Stammhaus der Derrer am Maxplatz 18.

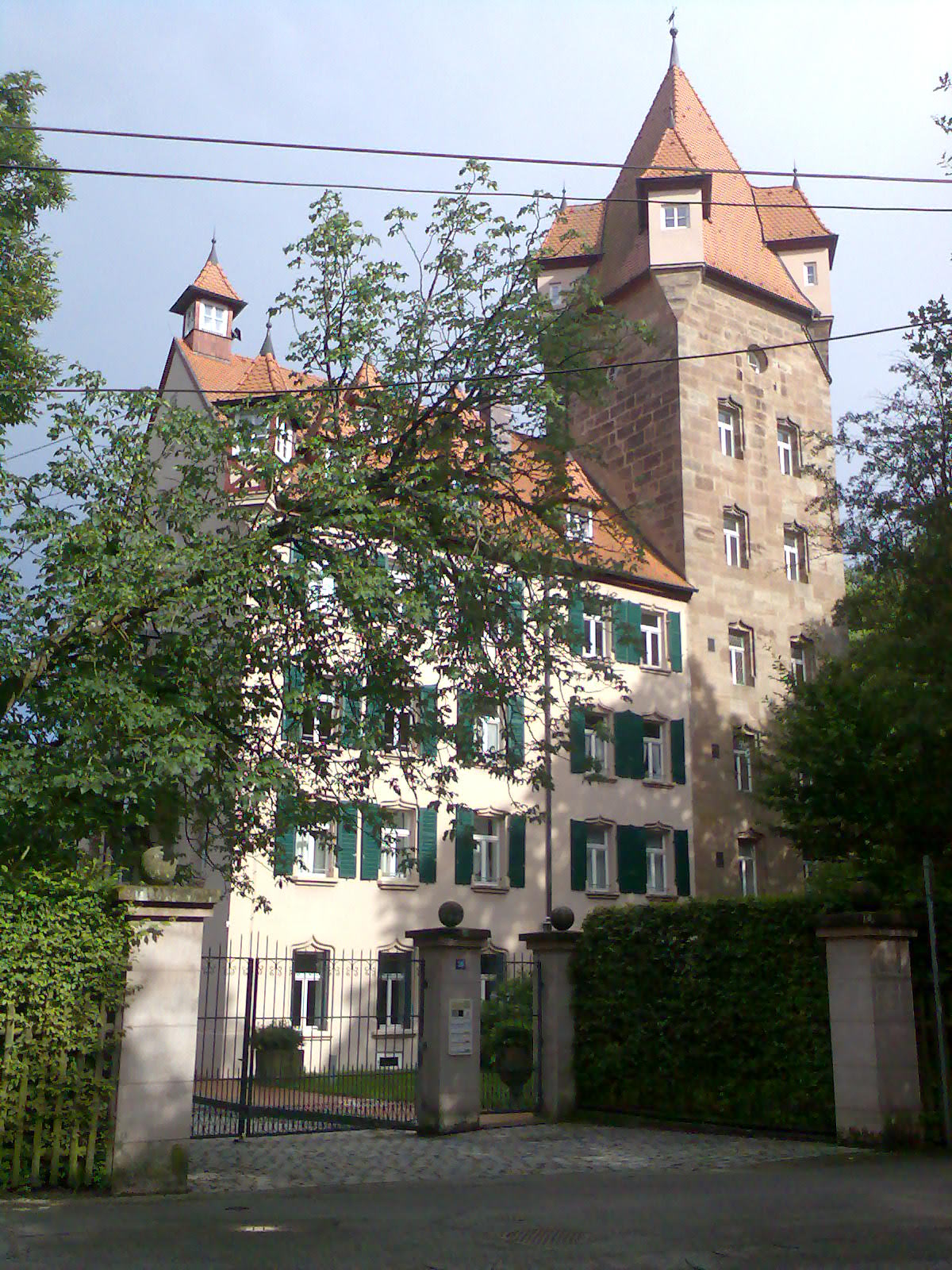

Das Schloss Unterbürg war von 1491 bis 1716 im Besitz der Familie. Es befindet sich in der Unterbürger Straße 26 in Laufamholz.
Durch den Tod Wilhelms II. war die Linie Friedrich VI. erloschen. Der einzige Sohn Georgs, der geheiratet hatte, war Ladislaus I. (1431–1477). Seine Ehefrau Elisabeth Gruber war in erster Ehe mit Ortolph Stromer († 1454) verheiratet. Daraus gingen zwei Söhne hervor. Mit Ladislaus I. brachte sie ebenfalls zwei Jungen zur Welt: Anton und Ladislaus II. (1461–1510). Die beiden erwarben 1491 von ihren Stiefbrüdern, den Stromern von Unterbürg, den ehemaligen Ansitz der Herren von Laufenholz, den Leonhard II. Groland besessen hatte. Ein Jahr vor der Vermählung der jüngsten Tochter des letzten männlichen Nachfahrens Georg Veit verkauften die Nachkommen das Schloss Unterbürg 1716 an eine Erbengemeinschaft.

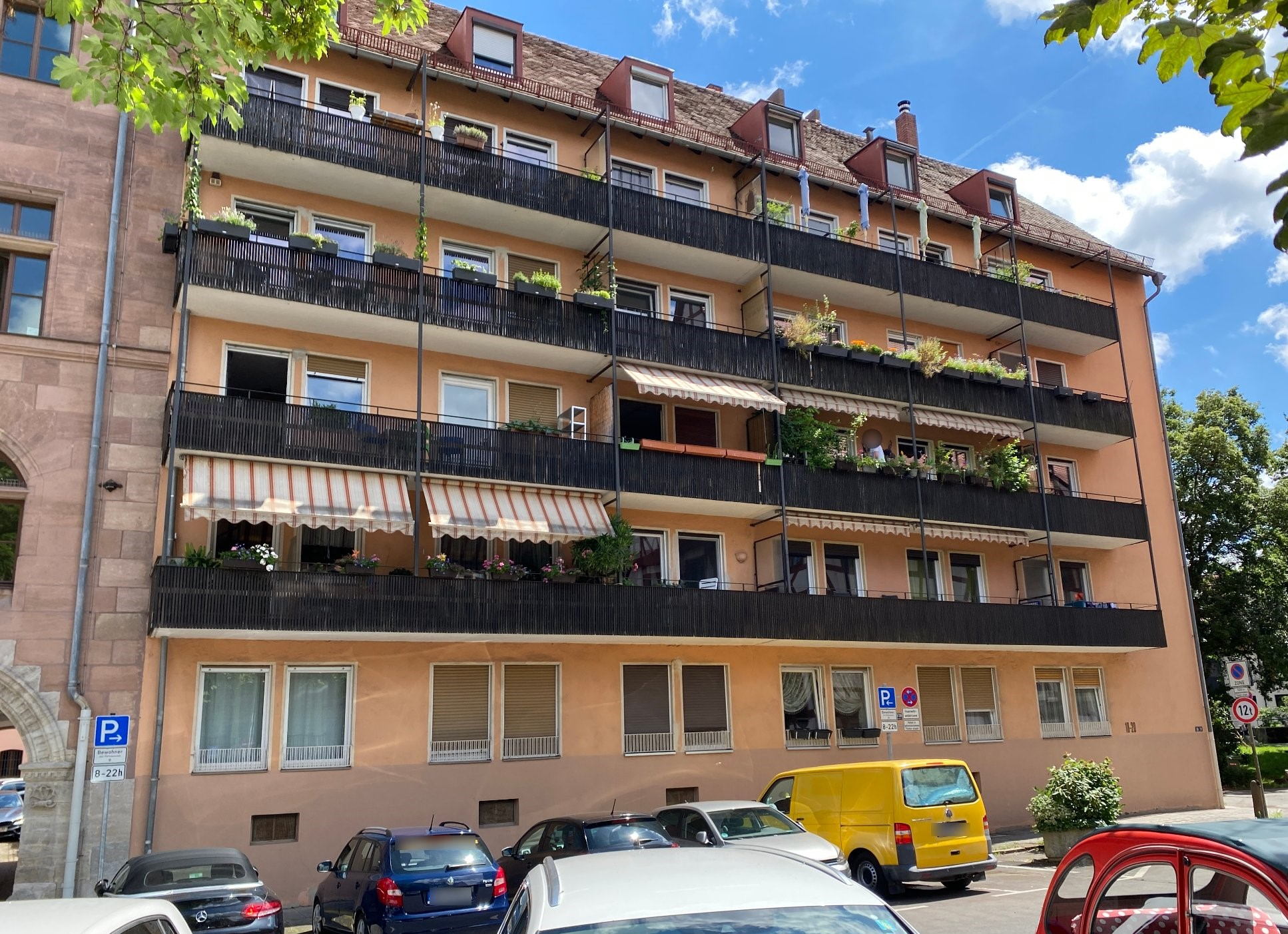

Das Stammhaus der Derrer befindet sich am heutigen Maxplatz 18 in Nürnberg.

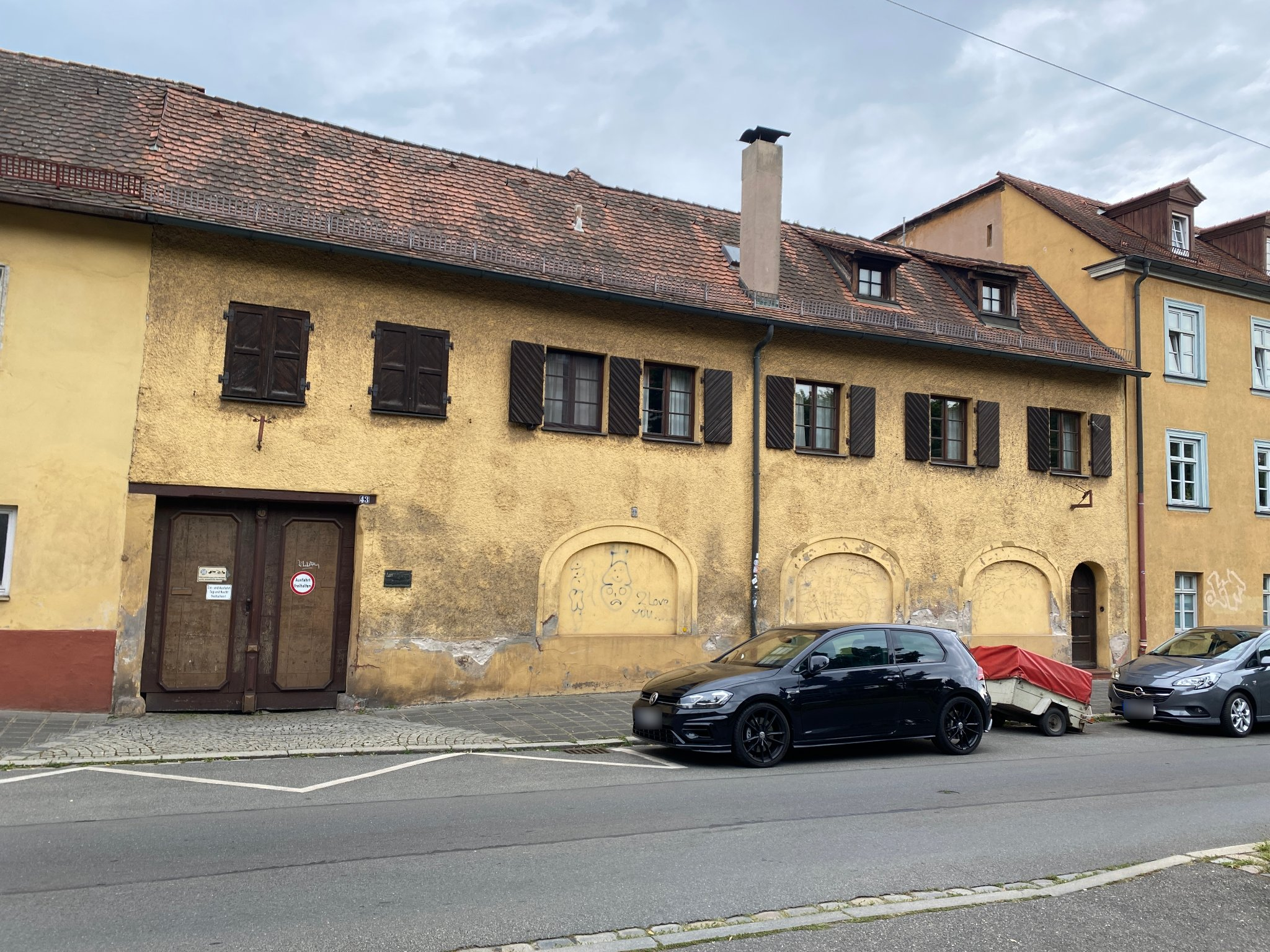

Der ehemalige Hesperidengarten der Familie befindet sich an der heutigen Johannisstraße 43 im Stadtteil St. Johannis.

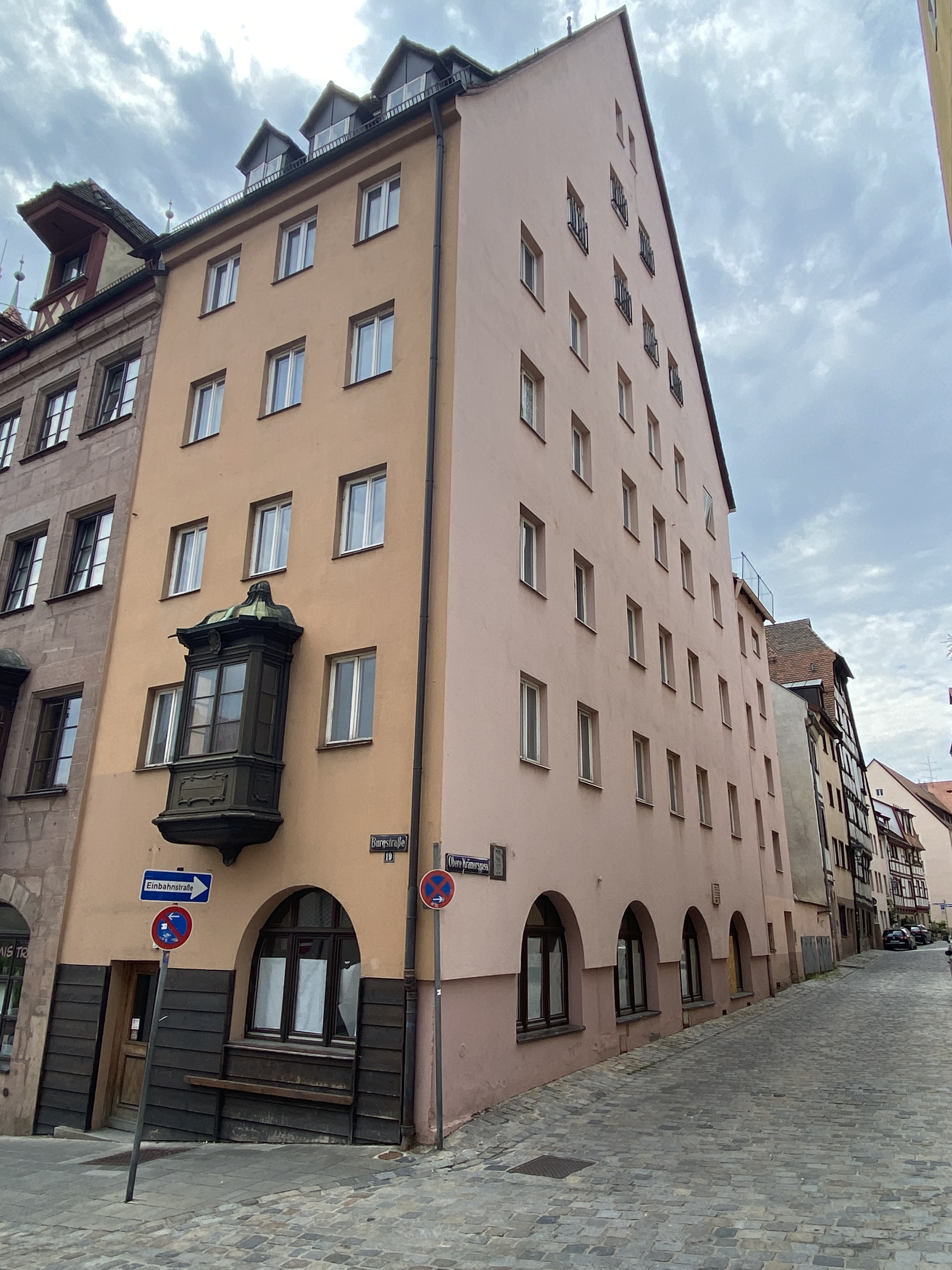
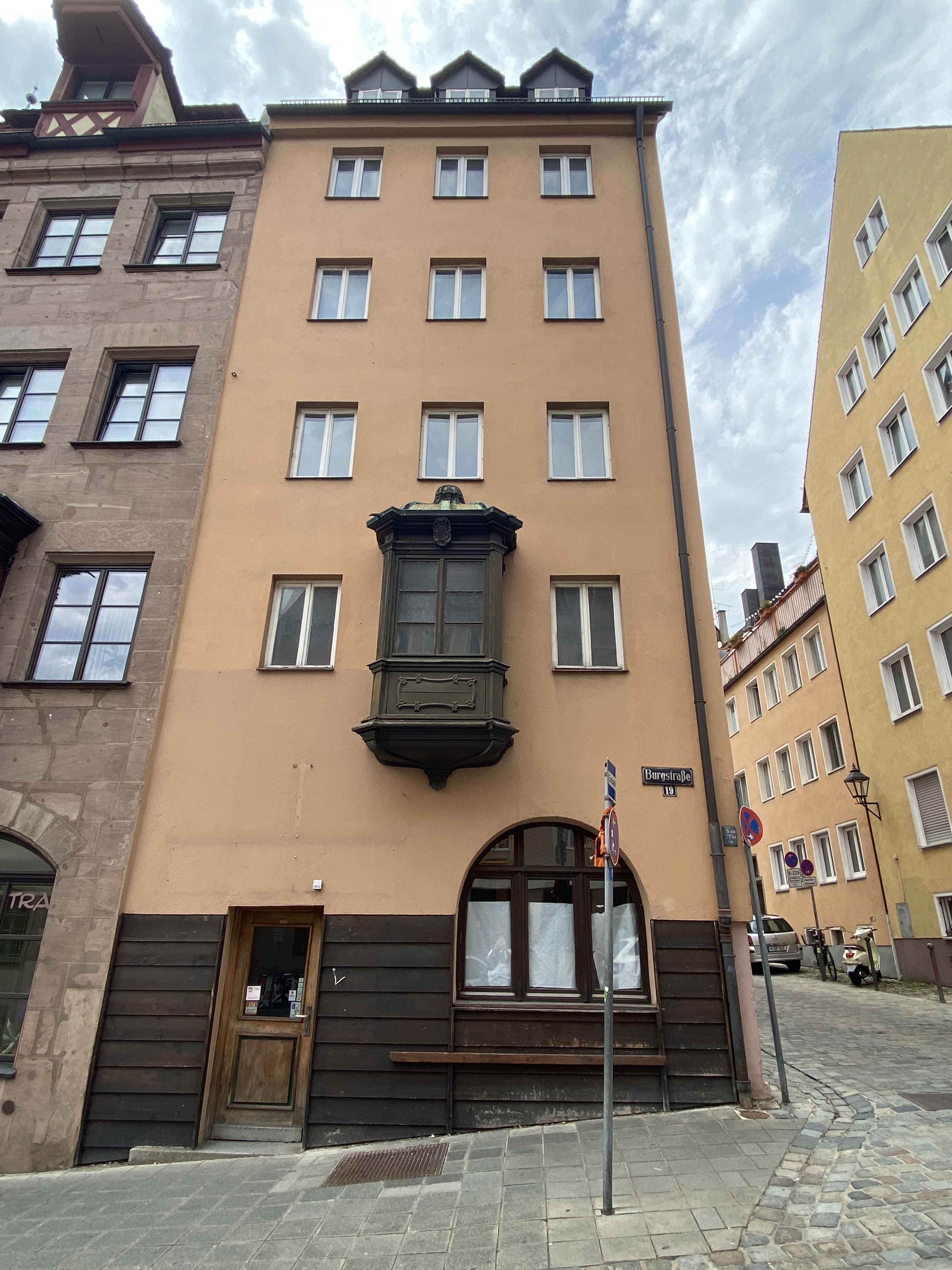

Der Familie Derrer besaß ebenfalls ein Anwesen in der heutigen Burgstraße 19 in Nürnberg.

## Weiterführende Literatur
- Das Geschlechterbuch der Nürnberger Patrizierfamilie Derrer. In: Anton von Euw, Joachim M. Plotzek (Hrsg.): Die Handschriften der Sammlung Ludwig. Band 3. Schnütgen-Museum der Stadt Köln, Köln 1982, S. 291–297.
- Gunther Friedrich: Bibliographie zum Patriziat der Reichsstadt Nürnberg (= Nürnberger Forschungen. 27). Nürnberg 1994, ISBN 3-87191-203-4, S. 30–31.
- Michael Eissenhauer: LudwigsLust – die Sammlung Irene und Peter Ludwig. Germanisches Nationalmuseum, Nürnberg, 19. Juni bis 10. Oktober 1993 (= Ausstellungskataloge des Germanischen Nationalmuseums). Nürnberg 1993, S. 142–143.
- Derrer, Christoph III. In: Manfred H. Grieb (Hrsg.): Nürnberger Künstlerlexikon: Bildende Künstler, Kunsthandwerker, Gelehrte, Sammler, Kulturschaffende und Mäzene vom 12. bis zur Mitte des 20. Jahrhunderts. Band 1: A–G. K. G. Saur, München 2007, ISBN 978-3-598-11763-3, S. 255–256 (Leseprobe, books.google.de).